# Anton Kvitkovskich
Anton Vladimirovič Kvitkovskich (in russo Антон Владимирович Квитковских?; Iževsk, 3 novembre 2000) è un cestista russo.